# Sporting Clube Paivense
- Para informações sobre Sport Clube Paivense de Vila Nova de Paiva, distrito de Viseu consultar aqui: Sporting Clube Paivense (Viseu)

## Localização
O Sporting Clube Paivense é um clube desportivo português, com sede na vila de Castelo de Paiva, distrito de Aveiro.

## História
O clube foi fundado em 1949 e o seu presidente actual chama-se Mauricio Corvo.
- 2005-2006- 1ª divisão distrital da Associação de Futebol de Aveiro.
- 2006-2007- 1ª divisão distrital de Aveiro
- 2007-2008 - 2ª divisão distrital de Aveiro

ª 2008-2009 - 1ª divisão distrital de Aveiro

## Palmarés
- Campeonato de Elite AF Aveiro: 1985/86
- 2ª Divisão AF Aveiro: 2002/03

## Estádio
Estadio Municipal da Boavista

## Marca do equipamento
Macron

## Patrocínio
Lojas Singer